# Bahnhof Estella

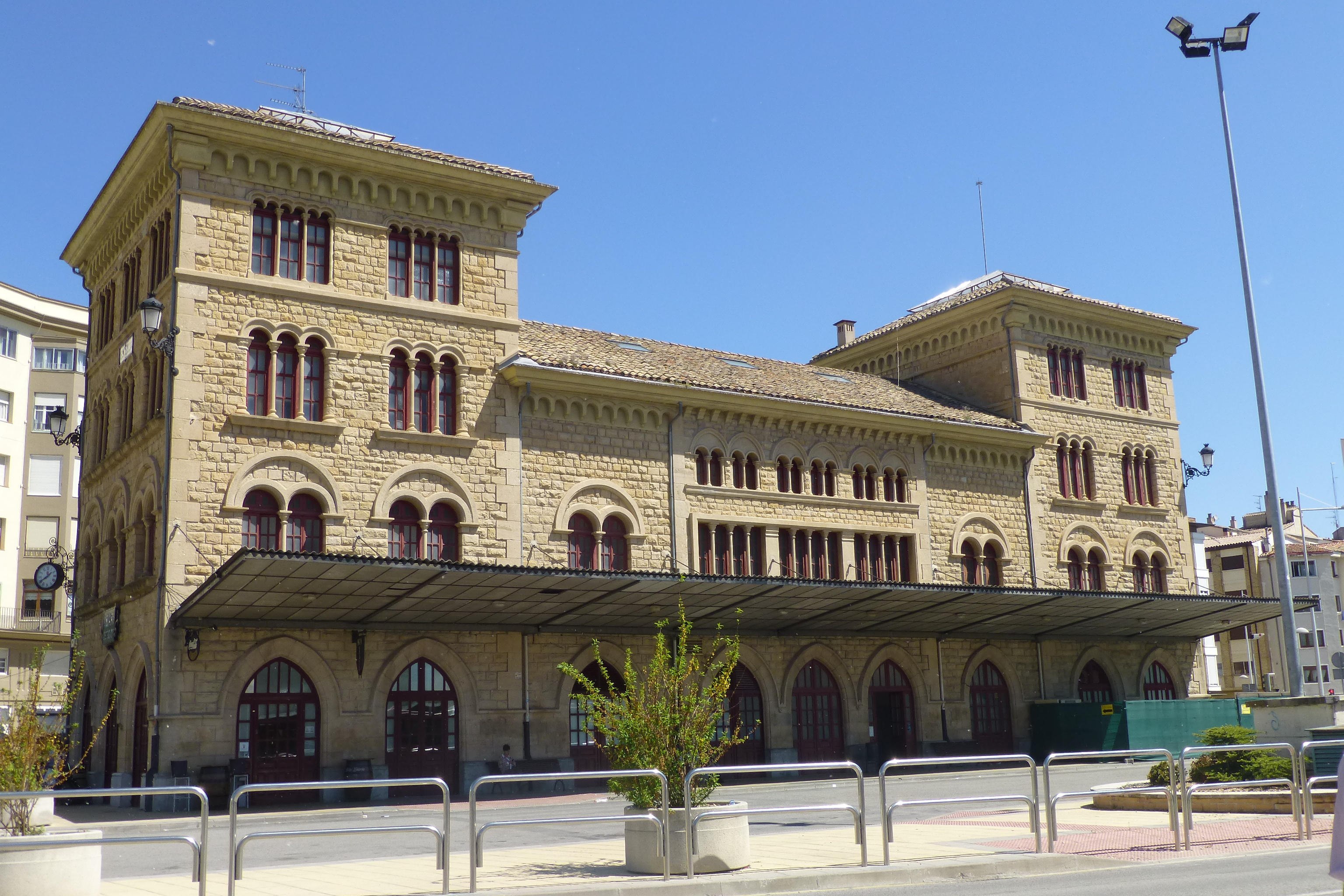
Gleisseite des Empfangsgebäudes (2014)

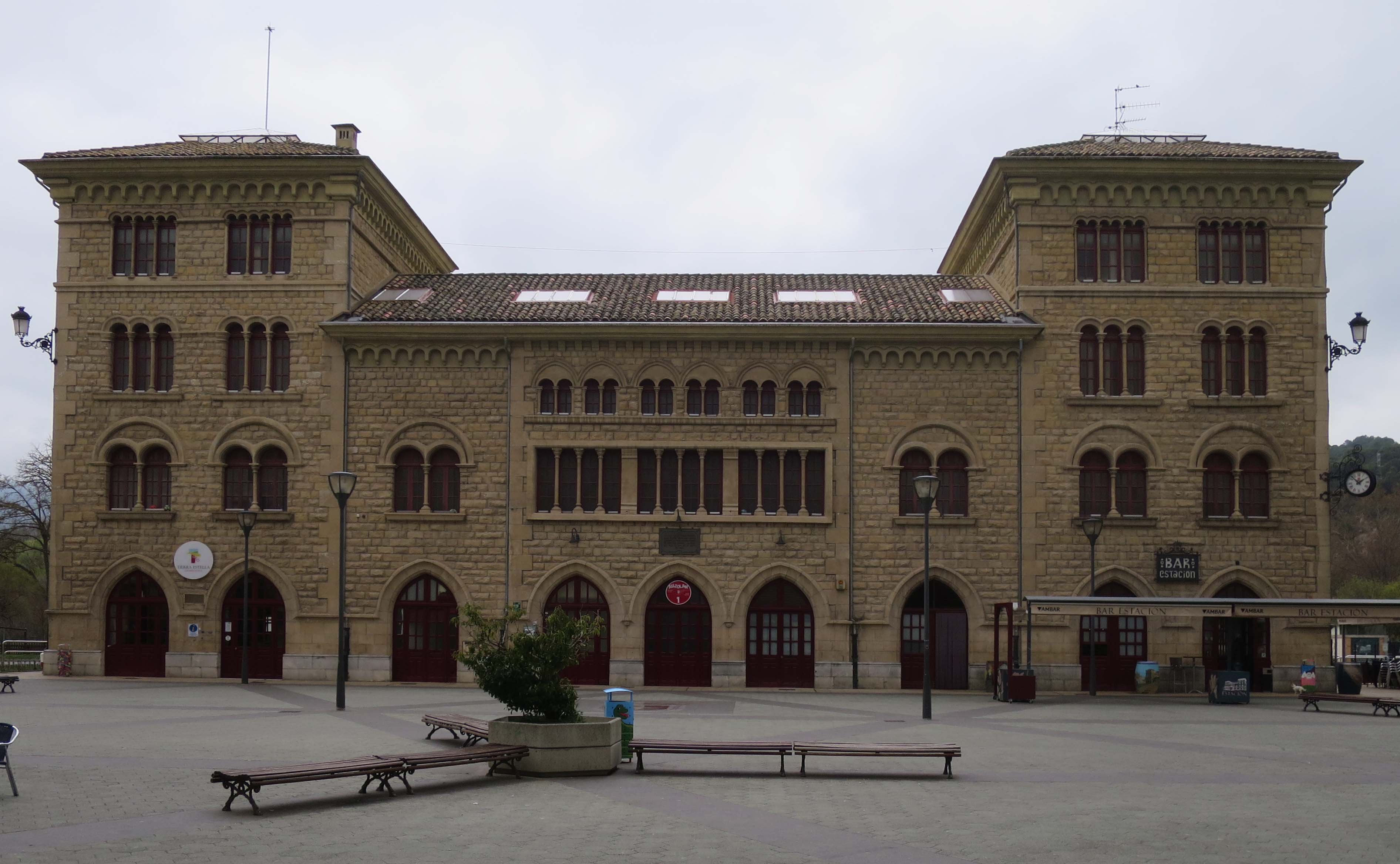
Straßenseite des Empfangsgebäudes (2019)

Der Bahnhof Estella war der Endpunkt der Bahnstrecke Vitoria–Estella in der Stadt Estella-Lizarra in Spanien. Das Empfangsgebäude ist das letzte erhaltene Relikt des Bahnhofs und ein herausragendes Beispiel eines Gebäudes des Historismus.

## Geschichte
Der Bahnhof Estella wurde am 23. September 1927 als Endbahnhof der schmalspurigen Bahnstrecke aus Vitoria-Gasteiz in Betrieb genommen. 1967 wurde der Bahnhof mit der Stilllegung der Strecke aufgelassen.

## Empfangsgebäude
Das 1927 fertiggestellte Empfangsgebäude liegt an der Plaza Coronatión im Süden von Estella. Architekt des Gebäudes war der für den Streckenbau verantwortliche Ingenieur Alejandro Mendizabal Peña. Das Gebäude wurde wegen seiner Bedeutung am Endpunkt der Strecke besonders prächtig angelegt, gilt als das prachtvollste der Strecke und war mit Baukosten von 183.544 Peseten das kostspieligste. Zudem nahm er, indem er für das Gebäude neoromanische Formen wählte, auf den Palast der Könige von Navarra Bezug, ein säkulares, romanisches Bauwerk, das in Estella erhalten ist und aus dem 12. Jahrhundert stammt. Zum Dritten war das Empfangsgebäude auch als Hommage an den bauzeitlichen spanischen Diktator und Ministerpräsidenten Miguel Primo de Rivera gedacht, der den Titel eines „Marquis von Estella“ führte.
Das Empfangsgebäude hat flach geneigte mit Ziegeln gedeckte Dächer. Es besteht aus einem zentralen, dreigeschossigen Baukörper auf rechteckigem Grundriss, dem an seinen beiden Schmalseiten zwei viergeschossige, ebenfalls auf rechteckigem Grundriss errichtete Baukörper angefügt sind. Die Wände zeigen Quader; Fenster und Türen sind mit Bogen geschlossen. Das Empfangsgebäude ist das einzige, was in Estella von den Eisenbahnanlagen erhalten blieb.
Heute wird das Empfangsgebäude als Busbahnhof und für kommunale Ämter nachgenutzt. Hier ist unter anderem die Touristen-Information von Estella untergebracht.